# Torre di Belloluogo
La torre di Belloluogo è un'antica torre fortificata di Lecce.

## Storia e descrizione

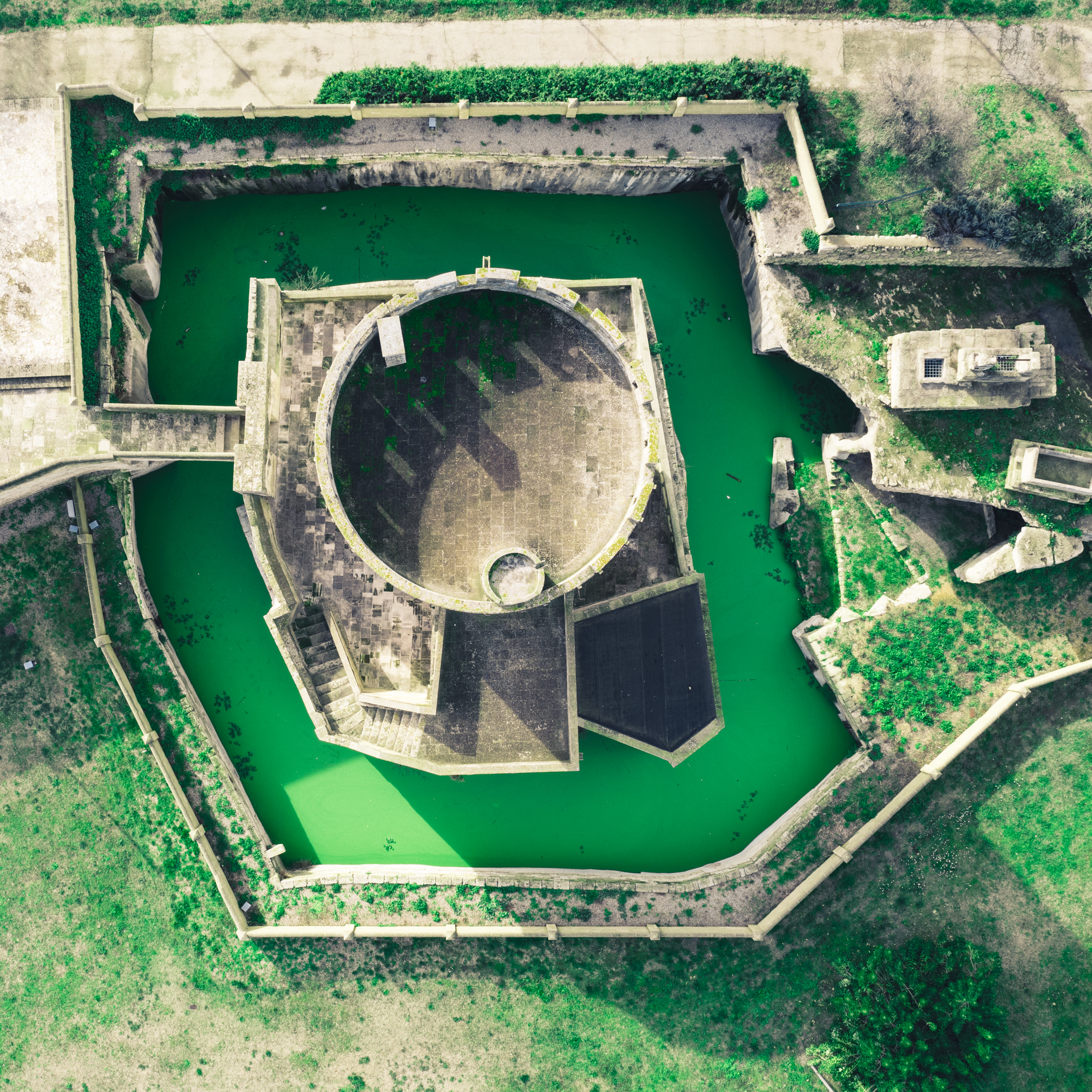
Torre di Belloluogo dall'alto

Secondo la tradizione la torre di Belloluogo sarebbe stata costruita nel Trecento da Gualtiero (o da Ugo) di Brienne, ma non vi sono fonti certe che attestino tale tradizione trecentesca. Certo che l'architettura è molto simile alla sua gemella Torre del Parco, posta all'altro capo della città e questo porrebbe dei dubbi sulla sua edificazione trecentesca.
Il complesso è un importante esempio di architettura militare tardo-angioina. La torre di forma cilindrica è ancora circondata dal fossato originario pieno d'acqua. Fonti certe raccontano che fu dimora di Maria d'Enghien, contessa di Lecce e Regina di Napoli, nella quale vi trascorse gli ultimi anni della vita.
Al suo interno conserva alcune stanze e un'interessante cappella riccamente affrescata. Gli affreschi, sono da ascriversi agli inizi del Quattrocento e rimanderebbero alla 'Scuola galatinese' e raffigurano scene della vita di Santa Maria Maddalena, i quattro evangelisti, un Cristo benedicente e sette profeti. All'esterno presenta un'architettura simile a quella della Torre del Parco, con merli, saettiere e caditoie, nella maggior parte scomparse, ma rimangono alcune tracce ancora in situ, sul coronamento sommitale.